# Češi v Austrálii
Čeští a českoslovenští Australané respektive Australané českého a československého původu, jsou australští občané s českými nebo československými předky.  
Většina českých přistěhovalců do Austrálie přišla po druhé světové válce, respektive po komunistickém převratu v Československu a potom po okupaci země vojsky Varšavské smlouvy, v letech 1968–1969. V poslední době největší příliv přistěhovalců tvoří studenti, kteří přicházejí do Austrálie studovat angličtinu a najít si práci. Mnoho z nich se poté rozhodne v Austrálii zůstat tak, že zde získají trvalý pobyt. 
V Austrálii je kolem 31 000 lidí českého a moravského původu, velká část žije zejména v Melbourne a Sydney. V letech 1960 až 1970, jeden z nejúspěšnějších australských fotbalových klubů byl Sydney FC Praha.
Pro celou Austrálii, Tasmánii a Nový Zéland působí i římskokatolická farnost českého jazyka.

## Vystěhovalectví občanů Československa do Austrálie a jejich kultura
V době první republiky odcházeli do zahraničí Češi a Slováci především ze sociálně-ekonomických důvodů. Pomoc především Slovákům, ale i Čechům, kteří se chtěli v době mezi první a druhou světovou válkou vystěhovat do Austrálie, většinou ze sociálně-ekonomických důvodů, poskytoval státní spolek Československý ústav zahraniční. V době první republiky žilo v Austrálii na 600 Čechů a Slováků (po druhé světové válce se jejich počet víc než zdvojnásobil). Lidé odcházeli po komunistickém převratu v roce 1949, jak sami dokládají, také z náboženských důvodů. Jak je zmíněno níže, v Austrálii je rovněž katolická farnost českého jazyka. Založena byla rovněž exilová organizace Orla. Na sv. Václava 1952 byla sloužena první česká mše. Roku 1953 při eucharistickém kongresu byli účastni i Orlové. Katolíci navštěvovali i protestantské kostely, kde byla konána evangelická bohoslužba.
Nedaleko Melbourne vybudovali krajané roku 1959 lesopark Šumava ve velikosti 20 hektarů, jehož území koupil český katolický kněz Josef Peksa (14. února 1919 – 20. ledna 1993; sám přijel do Austrálie v roce 1950). Byly zde konány i poutě a mše pod širým nebem. 

### Ekonomické uplatnění
Nacházeli uplatnění především v zemědělství, dělnických profesích, někteří v různých řemeslech. Po několika letech pobytu se za některými emigranty přistěhovaly i jejich rodiny. Povolení ke vstupu do země dostali jejich nejbližší příbuzní i na přelomu 20. a 30. let, v době velké hospodářské krize, kdy australská vláda přistěhovalectví téměř úplně zastavila, aby udržela pracovní místa pro vlastní dělníky. Ve druhé polovině 30. let bylo vystěhovalectví vázáno na zvláštní přistěhovalecké předpisy. Vstup do země byl posuzován individuálně a povolení udělováno ministerstvem vnitra.
V oblasti kultury a sportu vyniklo několik českých a slovenských krajanů. Kulturní život v Austrálii první poloviny 20. let ovlivnil český taneční a baletní mistr Eduard Borovanský, člen baletu Národního divadla, který v zde několikrát hostoval a v roce 1938, když se dozvěděl o obsazení Rakouska Hitlerem, zůstal v Melbourne, natrvalo. Stál zde u založení australského státního baletního souboru. Zemřel v Melbourne v roce 1959.
V Austrálii se do povědomí příznivců fotbalu zapsal pražský fotbalový klub AFK Vršovice, který pro turné v roce 1927 přijal jméno Bohemians. V Austrálii v rámci čtyřměsíčního turné odehrál osmnáct zápasů a po něm získal kromě jména do svého znaku i klokana.

### Češi a Slováci v australské armádě
Organizátorem vznikajícího československého odboje v Austrálii se stal již v březnu 1939 Adolf Solanský, vicekonzul, bývalý ruský legionář, který zachránil hlavní zastupitelský úřad před zánikem – jeho předáním pod německý konzulát. Po dohodě s australským ministrem zahraničí B. Huhgesem konzulát vedl až do uznání prozatímní vlády v Londýně britskými úřady a jejím následném uznáním australskou federální vládou 22. listopadu 1940. Solanský pak začal nábor dobrovolníků do československé zahraniční armády, ale Australské vojenské úřady měly zájem o začlenění dobrovolníků přednostně do své armády a nepřály náboru do jiných armád. První českoslovenští dobrovolníci vstoupili do australské armády v letech 1940 (4 muži) a 1941 (11 osob). Jedním z nich byl údajně Jan Toman, absolvent pražské Vysoké školy obchodní, který přijel do Austrálie jako obchodní cestující a v roce 1925 se zde usadil. Jako první podepsal přihlášku do československé armády, ale než mohl odjet bojovat na Blízký východ, přišel o místo a byl bez prostředků. Přihlásil se pak do australské armády a byl přijat. 
Propagace náboru do australské armády měla větší podporu. Barevným náborovým plakátům s působivými hesly nemohly konkurovat strojopisné výzvy, které krajanům rozesílal konzul Solanský. Do československé armády nastoupilo jen 6 dobrovolníků. V australské armádě sloužilo celkem 139 krajanů. Nejvíce jich do armády vstoupilo v roce 1942, kdy došlo pod tlakem válečných událostí v Malajsii a Singapuru k mobilizaci a cizinci pocházející ze "spřátelených zemí" mohli nastoupit buď do armády, nebo do milic, pracovních rot, či pomocných sborů. 
V letech 1942–1946 sloužilo v pracovních rotách (těžká práce, např. dvanáctihodinové směny v docích od 5 hodin ráno, sedm dní v týdnu) minimálně 65 krajanů. Nábor dobrovolníků do československé armády v letech 1940–1941 byl spíše neúspěšný. Do československé armády na Středním východě se dostalo 6 mužů, zatímco za první světové války bojovalo v československých legiích ve Francii bojovalo 12 dobrovolníků českého původu z Austrálie.

## Významní Australané českého původu
| Jméno                 | Rok narození | Povolání                              | Osobní/rodinné anamnéze                                              |
| --------------------- | ------------ | ------------------------------------- | -------------------------------------------------------------------- |
| Eduard Borovanský     | 1902         | baletní tanečník, režisér             | vlastním jménem Eduard Josef Skřeček, narozen v Přerově              |
| Tony Sponar           | 1920         | zakladatel lyžařského resortu Thredbo |                                                                      |
| Alexandra Nekvapilová | 1919         | lyžařka                               | narozená v Praze                                                     |
| František Příhoda     | 1921         | lyžař                                 | narozen v Praze                                                      |
| Victor Vodicka        | 1921         | zlatník a šperkař, pedagog            |                                                                      |
| Yaroslav Horak        | 1927         | autor komiksů                         | narozen v Charbinu českému otci a ruské matce                        |
| Josef Chromy          | 1931         | podnikatel                            |                                                                      |
| Voyen Koreis          | 1943         | spisovatel, novinář, umělec           | narozen v Londýně českým rodičům                                     |
| Miroslav Bukovsky     | 1944         | jazzový trumpetista a skladatel       | narozen v Československu                                             |
| Josef Stejskal        | 1945         | básník a surrealistický umělec        | narodil se v Kroměříži                                               |
| Stan Zemánek          | 1947         | rozhlasové vysílání                   | narodil se v Austrálii, čeští předkové                               |
| Jana Wendt            | 1956         | bulvární novinářka                    | narodila se v Austrálii českým rodičům                               |
| Tomáš Mezera          | 1958         | automobilový závodník                 | narodil se v Československu, naturalizovaný Australan                |
| Hana Mandlíková       | 1962         | tenistka                              | narodila se v Praze; australskou občankou se stala v roce 1988       |
| Alex Baumann          | 1964         | olympijský medailista v plavání       | narodila se v Praze, od roku 2017 žije v Austrálii                   |
| Karel Veselý          | 1965         | teolog                                | narodil se v Praze; uprchlík před sovětskou invazí v roce 1968       |
| Lenka Kripac          | 1978         | hudebnice                             | narodila se v Austrálii, čeští předci                                |
| Jiří Lev              | 1979         | architekt                             | narodil se v Brně, v Česku žil do roku 2005                          |
| Isaka Cernak          | 1989         | fotbalista                            | narodil se jako Isaka Aongor Čerňák-Okanya v Austrálii, čeští předci |